# Dłutowanie metodą Fellowsa
Dłutowanie metodą Fellowsa – obwiedniowa metoda wykonywania kół zębatych poprzez nacinanie zębów w procesie dłutowania.

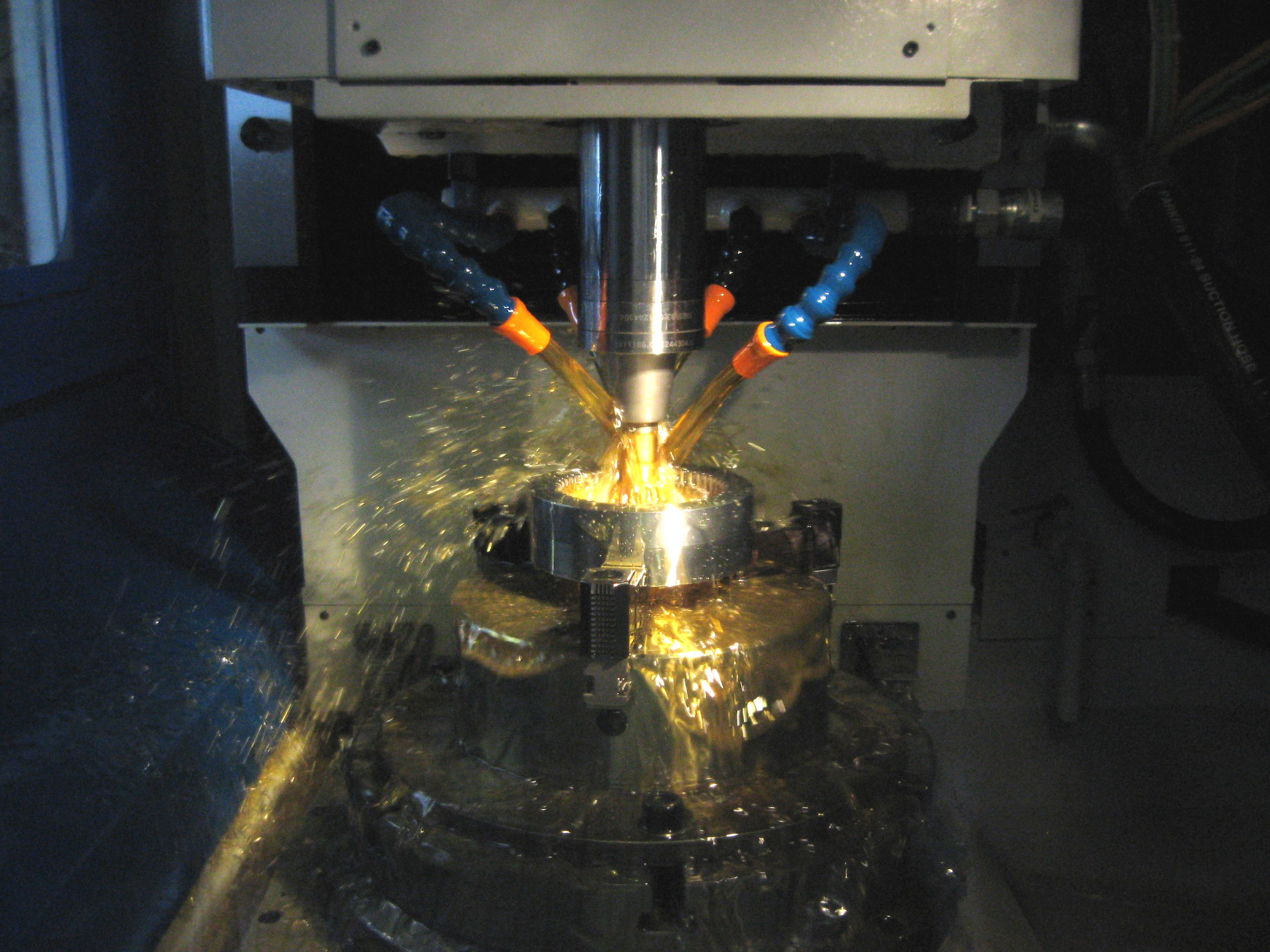
Dłutowanie, metodą Fellowsa.

Narzędziem wykorzystywanym w tej metodzie jest nóż dłutowniczy w kształcie koła zębatego, tworzący z przedmiotem przekładnię technologiczną. Metoda Fellowsa umożliwia wykonywanie kół o zębach prostych bądź śrubowych o uzębieniu wewnętrznym,  zewnętrznym lub przedzielonych wąskim kanałem. Dłutowanie metodą Fellowsa jest efektywniejsze niż metodą Maaga  ze względu na ciągły charakter pracy. W innych metodach, wykorzystujących noże dłutownicze do obróbki uzębień kół zębatych, przeznacza się pewien czas na przesunięcie narzędzia (metoda Sunderlanda) lub przedmiotu obrabianego (metoda Maaga) do położenia początkowego. W metodzie Fellowsa ze względu na kształt narzędzia nie jest to konieczne. Kolejną zaletą tak ukształtowanego narzędzia jest możliwość nacinania kół o uzębieniu wewnętrznym. W przypadku nacinania zębów śrubowych jest konieczność wykorzystywania specjalnych narzędzi i krzywki prowadzącej. Wadami metody jest używanie  trudnych do wykonania i ostrzenia narzędzi wieloostrzowych. Obróbkę przeprowadza się na dłutownicy Fellowsa.

Do obróbki wykorzystuje się znormalizowane noże o kształcie koła zębatego współpracującego z obrabianym przedmiotem. Wyróżnia się noże:
- płaskie,
- garnkowe,
- z gwintem,
- trzpieniowe.

W obróbce tą metodą wyróżnia się następujące ruchy:
- obrotowy ruch narzędzia,
- obrotowy ruch przedmiotu obrabianego,
- posuwisto-zwrotny ruch roboczy narzędzia,
- pomocniczy ruch dosuwający narzędzie do przedmiotu (lub przedmiot do narzędzia),
- pomocniczy ruch odsuwający narzędzie od przedmiotu (lub przedmiot od narzędzia).